# Alterosa (ort)
Alterosa är en ort i Brasilien.   Den ligger i kommunen Alterosa och delstaten Minas Gerais, i den sydöstra delen av landet, 600 km söder om huvudstaden Brasília. Alterosa ligger 836 meter över havet och antalet invånare är 9 277.
Terrängen runt Alterosa är platt norrut, men söderut är den kuperad. Terrängen runt Alterosa sluttar söderut. Närmaste större samhälle är Areado, 12,2 km söder om Alterosa.
Omgivningarna runt Alterosa är huvudsakligen savann. Runt Alterosa är det ganska glesbefolkat, med 40 invånare per kvadratkilometer.